# Кан Юний Нигер
Кан Юний Нигер (на латински: Kanus Iunius Niger) e политик и сенатор на Римската империя през 2 век.
През 138 г. той е консул заедно с Гай Помпоний Камерин.